# Sint-Antoniuskerk (München)
De Sint-Antoniuskerk (Duits: St. Anton) is een neoromaanse rooms-katholieke parochiekerk in München. De kerk werd gewijd aan de heilige Antonius.

## Locatie
De kerk is gelegen in de wijk Glockenbach van het stadsdeel Ludwigsvorstadt-Isarvorstadt aan de Kapuzinerstraße 36. De oriëntatie van het gebouw is enigszins noord-zuid.

## Geschiedenis
De bewoners van de oorspronkelijk dunbevolkte wijk Glockenbach waren voor hun zielszorg op het in 1846 door minderbroeders kapucijnen opgerichte Sint-Antoniusklooster aangewezen. Met de toename van de bevolking werd de kapel van het klooster te klein. Daarom werd in de jaren 1893-1895 bij het klooster naar ontwerp van Ludwig Marcker een nieuwe, grotere kerk voor de omliggende stadsdelen gebouwd. In 1936 werd de kerk een zelfstandige parochiekerk.

## Architectuur
De Antoniuskerk is een neoromaanse basiliek met een halfrond gesloten koor. De rode baksteen van de muren staat in contrast met de lichte natuursteen van de hoeken, lisenen, boogfriezen en dagkanten. In plaats van een toren draagt de nok een dakruiter op de plaats waar het kerkschip overgaat in het koor. De muren zijn rijk van structuur voorzien. Bijzonder is de portaalgevel met een driebogige ingangshal, aan weerszijden geflankeerd door een twee verdiepingen tellende aanbouw.

## Afbeeldingen

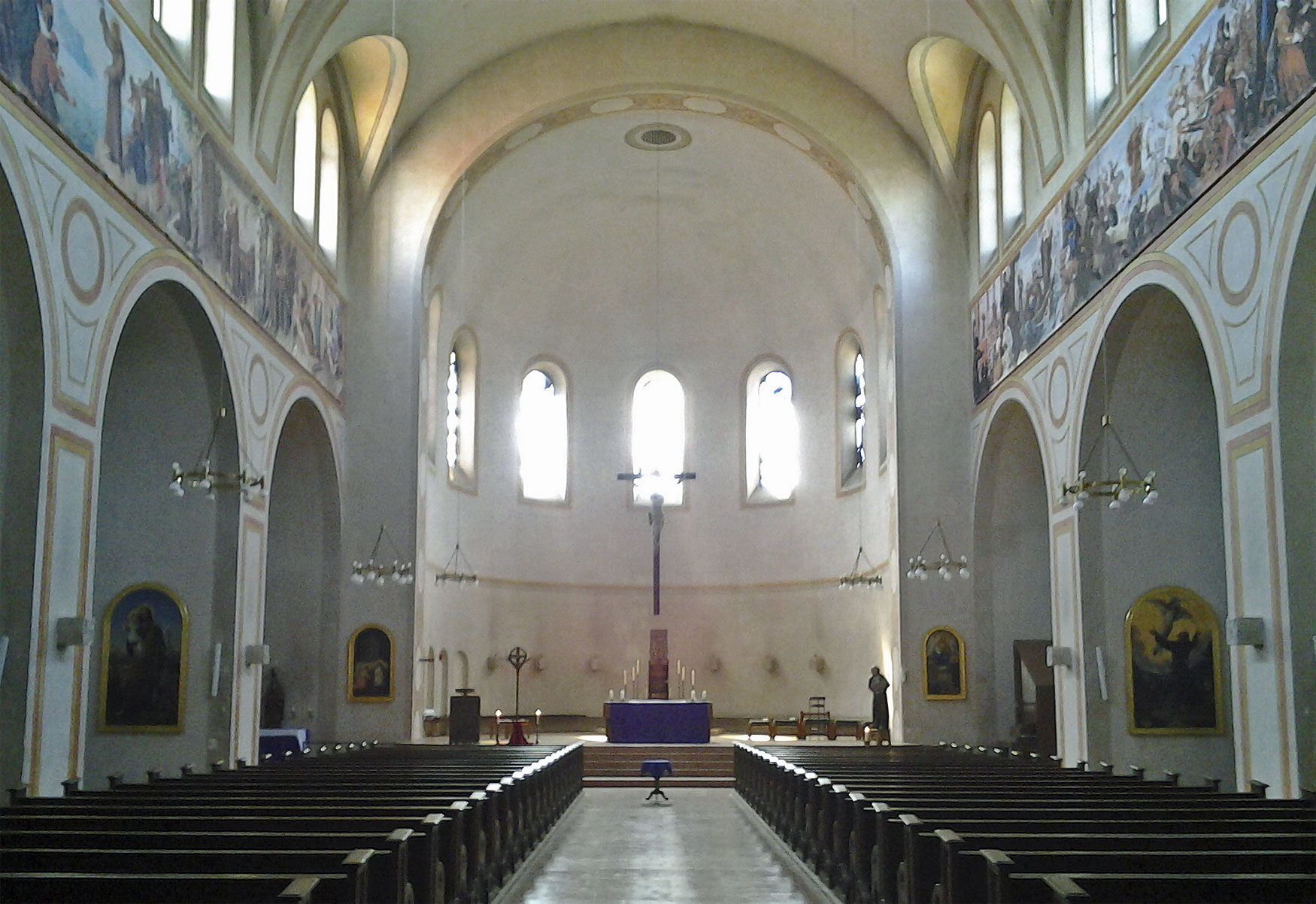
interieur
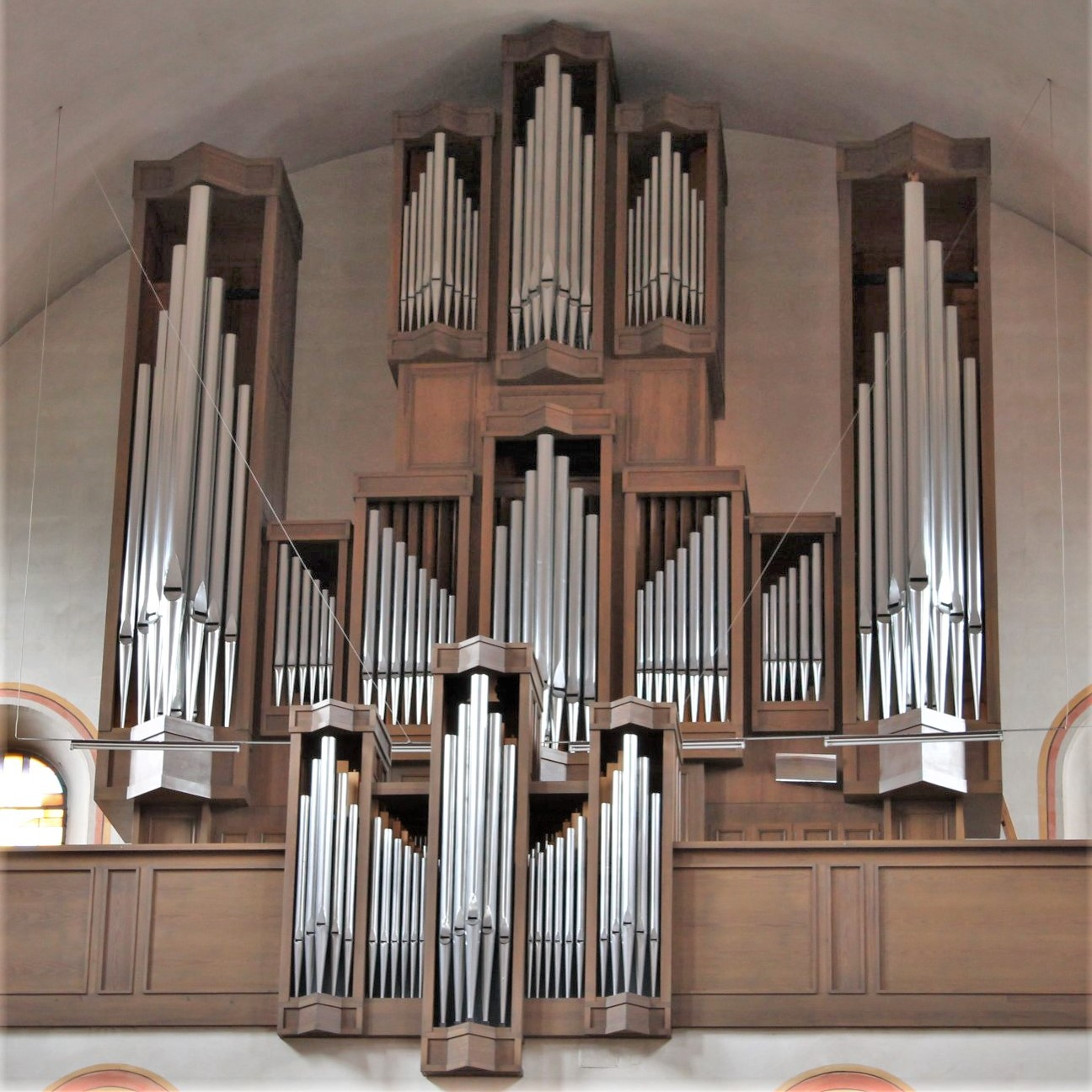
orgel